# 貝爾格拉本河
49°57′41″N 9°35′48″E / 49.961491°N 9.596570°E
貝爾格拉本河（德語：Berggraben），是德國的河流，位於該國東南部，由巴伐利亞負責管轄，屬於美因河的右支流，河道全長2公里，流經美因河畔洛爾。